# Doleschall Lajos
Doleschall Lajos (Carl Ludwig Doleschall, Vágújhely, 1827. július 15. – Ambon, 1859. május) orvos, rovartani kutató (entomológus).

## Élete
Doleschall Mihály Dienes evangélikus lelkész és Lacsnÿ Johanna fia volt. Tanult Modorban, Pozsonyban és Bécsben orvostudományt. Nem annyira a practica medicinához, mint inkább az entomologiához volt hajlama, azért 1852-ben mint katonai orvos holland szolgálatba állott és Kelet-Indiában működött. Leírta az ausztriai illetve bizonyos magyar pókfajokat, valamint az indiai szigetek pókjait. Többször is küldött anyagot a Magyar Nemzeti Múzeum Állattárának illetve a Bécsi Természettudományi Múzeumnak is.

## Munkái
Természetrajzzal és különösen a pókfaunával foglalkozott. Cikkei: Systematisches Verzeichniss der im Kaiserthum Österreich vorkommenden Spinnen. (Sitzungsberichte der mathem.-naturw. Classe der kais. Akademia der Wissenschaften in Wien, 1852. IX. Első dolgozat, mely a többek között a magyar pókfaunából is hozott némely adatokat.) Bjdrave tot de Kennis der Arachniden von den Indischen Archipel (Naturk. Tijdskrift voor Neederlandsch Indie. Deel. XIII. 1857.), Tweede Bijdrage tot de Kennis der Arachniden van den Indischen Archipel (Acta Societatis Indo-Neerlandiae. Vol. V. 1857.), levelei Batavia, Java s Amboinából megjelentek a Vasárnapi Ujságban (1854. 1858), Pesti Naplóban (1854. 15. sz.) és Budapesti Hirlapban (1854. 323. 1857. 166. 167. sz.) A bécsi császári és a Magyar Nemzeti Múzeumnak többször becses rovargyűjteményt küldött.